# Villa Rosa (Radebeul)
Die Villa Rosa liegt in der Hellerstraße 10 im Ursprungsstadtteil der sächsischen Stadt Radebeul. Sie wurde 1895 nach Plänen des Architekten und Baumeisters Gustav Röder errichtet.

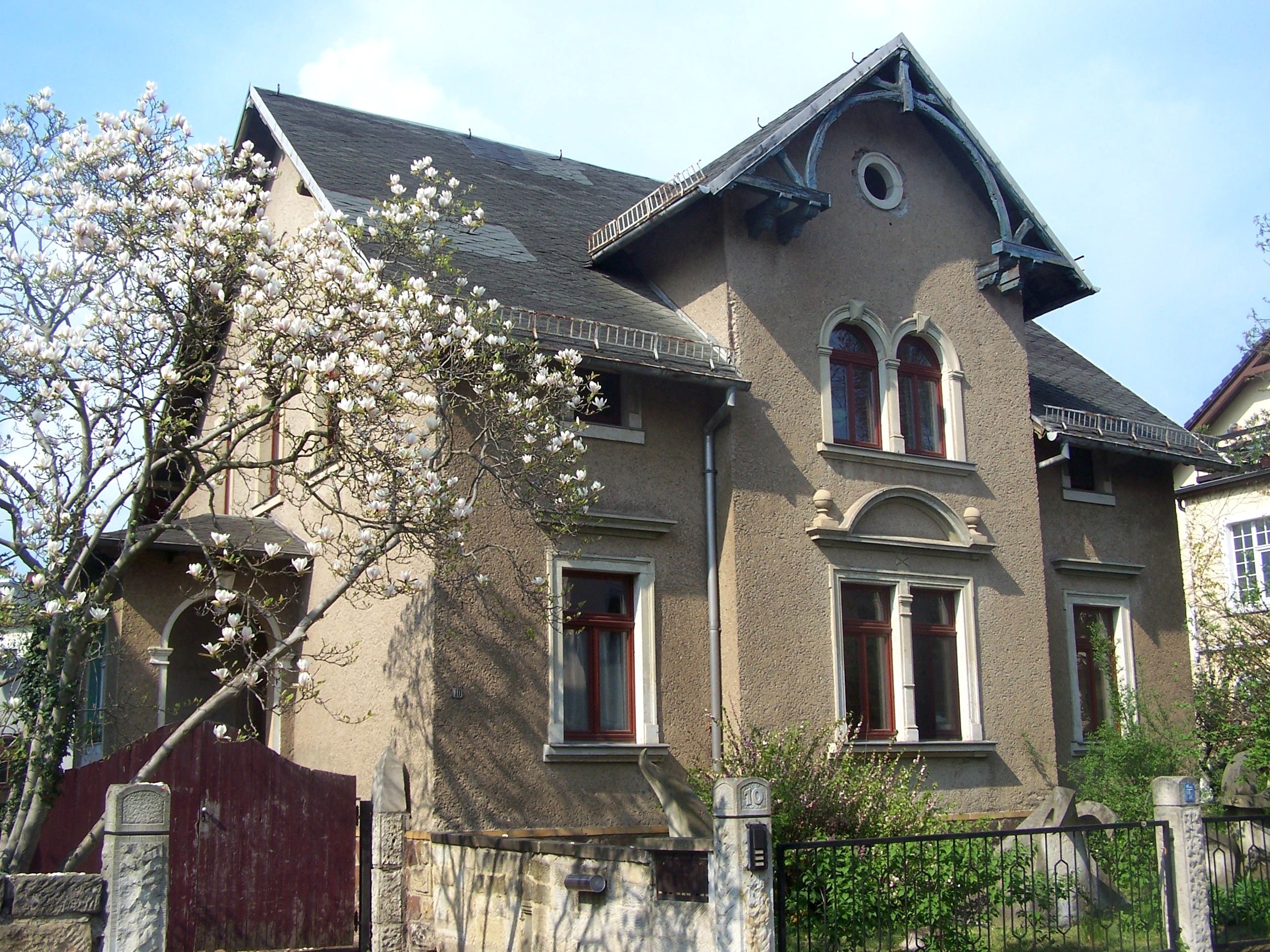
Villa Rosa

## Beschreibung
Der Radebeuler Baumeister Gustav Röder entwarf und errichtete 1895 für den Radebeuler Ortsrichter und Inhaber eines Speditions-, Kohlen- und Baumaterialiengeschäfts am Radebeuler Bahnhof ein kleines eingeschossiges Wohnhaus. Die mitsamt den (durch erneuerte eiserne Zaunfelder verbundenen) Sandstein-Pfeilern der Einfriedung unter Denkmalschutz stehende landhausartige Villa steht traufständig zur Straße. Sie hat einen Drempel mit kleinen liegenden Fenstern und darüber ein steiles Satteldach.
In der Straßenansicht steht ein zweigeschossiger Mittelrisalit mit einem Gesprengegiebel und Koppelfenstern. Diese sind im Erdgeschoss rechteckig wie die anderen Fenster, im Obergeschoss jedoch rundbogig. Darüber befindet sich hinter dem Gesprenge ein kleines Rundfenster.
In der rechten Seitenansicht steht eine hölzerne Veranda, die 1899 ergänzt wurde. 1955 kamen eine Waschküche und ein Abstellraum hinzu.
Der Sockel des Gebäudes besteht aus Polygonal-Bruchsteinmauerwerk, die erneuerten Putzfassaden werden durch Sand- und Kunststeinelemente gegliedert.